# Краснобродський
Краснобро́дський (рос. Краснобродский) — селище міського типу, центр Краснобродського міського округу Кемеровської області, Росія.

## Населення
Населення — 11919 осіб (2010; 11859 у 2002).